# Al-Mahbas
al-Mahbas (arabiska: المحبس; spanska: Mahbes; franska: Al Mahbass) är en ort i den av Marocko kontrollerade delen av det omstridda området Västsahara.
Enligt Marockos administrativa indelning tillhör orten en landskommun med samma namn i provinsen Assa-Zag. Denna kommun hade 4 208 invånare enligt Marockos folkräkning 2014.